# مالایا توورا
مالایا توورا (به لاتین: Malaya Tovra) یک منطقهٔ مسکونی در روسیه است که در استان آرخانگلسک واقع شده‌است.